# Кормалис, Леонидас
Леонидас Кормалис (греч. Λεωνίδας Κόρμαλης; 6 ноября 1932, Афины — сентябрь 2003) — греческий легкоатлет, специалист по бегу на короткие дистанции. Выступал за сборную Греции по лёгкой атлетике в 1953—1963 годах, победитель Средиземноморских игр, чемпион Балкан, многократный победитель и призёр первенств национального значения, участник летних Олимпийских игр в Риме.

## Биография
Леонидас Кормалис родился 6 ноября 1932 года в Афинах, Греция.
Первого серьёзного успеха на международном уровне добился в сезоне 1953 года, когда вошёл в состав греческой сборной и выступил на домашнем чемпионате Балкан в Афинах, где вместе с соотечественниками одержал победу в зачёте эстафеты 4×400 метров.
В 1954 году выиграл эстафету 4×400 метров на чемпионате Балкан в Белграде.
В 1955 году стартовал на Средиземноморских играх в Барселоне, бежал 200 метров, 400 метров и эстафету 4×400 метров.
В 1956 году становился чемпионом Греции в беге на 400 метров, а в 1957 году — в пятиборье.
На Средиземномрских играх 1959 года в Бейруте дважды поднимался на пьедестал почёта: получил серебро в эстафете 4×100 метров и завоевал золото в эстафете 4×400 метров. Также в этом сезоне отметился победой в эстафете 4×400 метров на чемпионате Балкан в Бухаресте.
Благодаря череде успешных выступлений в 1960 году удостоился права защищать честь страны на летних Олимпийских играх в Риме — в программе эстафеты 4×100 метров остановился на стадии полуфиналов, тогда как в эстафете 4×400 метров не смог пройти дальше предварительного квалификационного этапа.
На чемпионате Балкан 1962 года в Анкаре выиграл серебряную медаль в эстафете 4×400 метров.
Принимал участие в Средиземноморских играх 1962 года в Неаполе, где в эстафете 4×100 метров вместе с греческой командой занял четвёртое место.
Умер в сентябре 2003 года в возрасте 70 лет.